# Episodi di Airwolf (terza stagione)
La terza stagione della serie televisiva Airwolf è stata trasmessa negli Stati Uniti per la prima volta dall'emittente CBS dal 28 settembre 1985 al 29 marzo 1986 ed è composta da 22 episodi.
In Italia la stagione è stata trasmessa in prima visione da Italia 1 con il titolo Supercopter.
| nº | Titolo originale                  | Titolo italiano | Prima TV USA      | Prima TV Italia |
| -- | --------------------------------- | --------------- | ----------------- | --------------- |
| 1  | The Horn of Plenty                |                 | 28 settembre 1985 |                 |
| 2  | Airwolf II                        |                 | 5 ottobre 1985    |                 |
| 3  | And a Child Shall Lead            |                 | 12 ottobre 1985   |                 |
| 4  | Fortune Teller                    |                 | 19 ottobre 1985   |                 |
| 5  | Crossover                         |                 | 26 ottobre 1985   |                 |
| 6  | Kingdom Come                      |                 | 2 novembre 1985   |                 |
| 7  | Eagles                            |                 | 9 novembre 1985   |                 |
| 8  | Annie Oakley                      |                 | 16 novembre 1985  |                 |
| 9  | Jennie                            |                 | 23 novembre 1985  |                 |
| 10 | The Deadly Circle                 |                 | 30 novembre 1985  |                 |
| 11 | Where Have All the Children Gone? |                 | 14 dicembre 1985  |                 |
| 12 | Half-Pint                         |                 | 21 dicembre 1985  |                 |
| 13 | Wildfire                          |                 | 11 gennaio 1986   |                 |
| 14 | Discovery                         |                 | 18 gennaio 1986   |                 |
| 15 | Day of Jeopardy                   |                 | 25 gennaio 1986   |                 |
| 16 | Little Wolf                       |                 | 1 febbraio 1986   |                 |
| 17 | Desperate Monday                  |                 | 8 febbraio 1986   |                 |
| 18 | Hawke's Run                       |                 | 15 febbraio 1986  |                 |
| 19 | Break-In at Santa Paula           |                 | 22 febbraio 1986  |                 |
| 20 | The Girl Who Fell from the Sky    |                 | 15 marzo 1986     |                 |
| 21 | Tracks                            |                 | 22 marzo 1986     |                 |
| 22 | Birds of Paradise                 |                 | 29 marzo 1986     |                 |